# Bistum Concordia
Das Bistum Concordia (lat.: Dioecesis Foroconcordiana, span.: Diócesis de Concordia) ist eine in Argentinien gelegene römisch-katholische Diözese mit Sitz in Concordia.

## Geschichte
Das Bistum Concordia wurde am 10. April 1961 durch Papst Johannes XXIII. mit der Päpstlichen Bulle Ad perpetuam rei memoriam aus Gebietsabtretungen des Erzbistums Paraná errichtet und diesem als Suffraganbistum unterstellt.

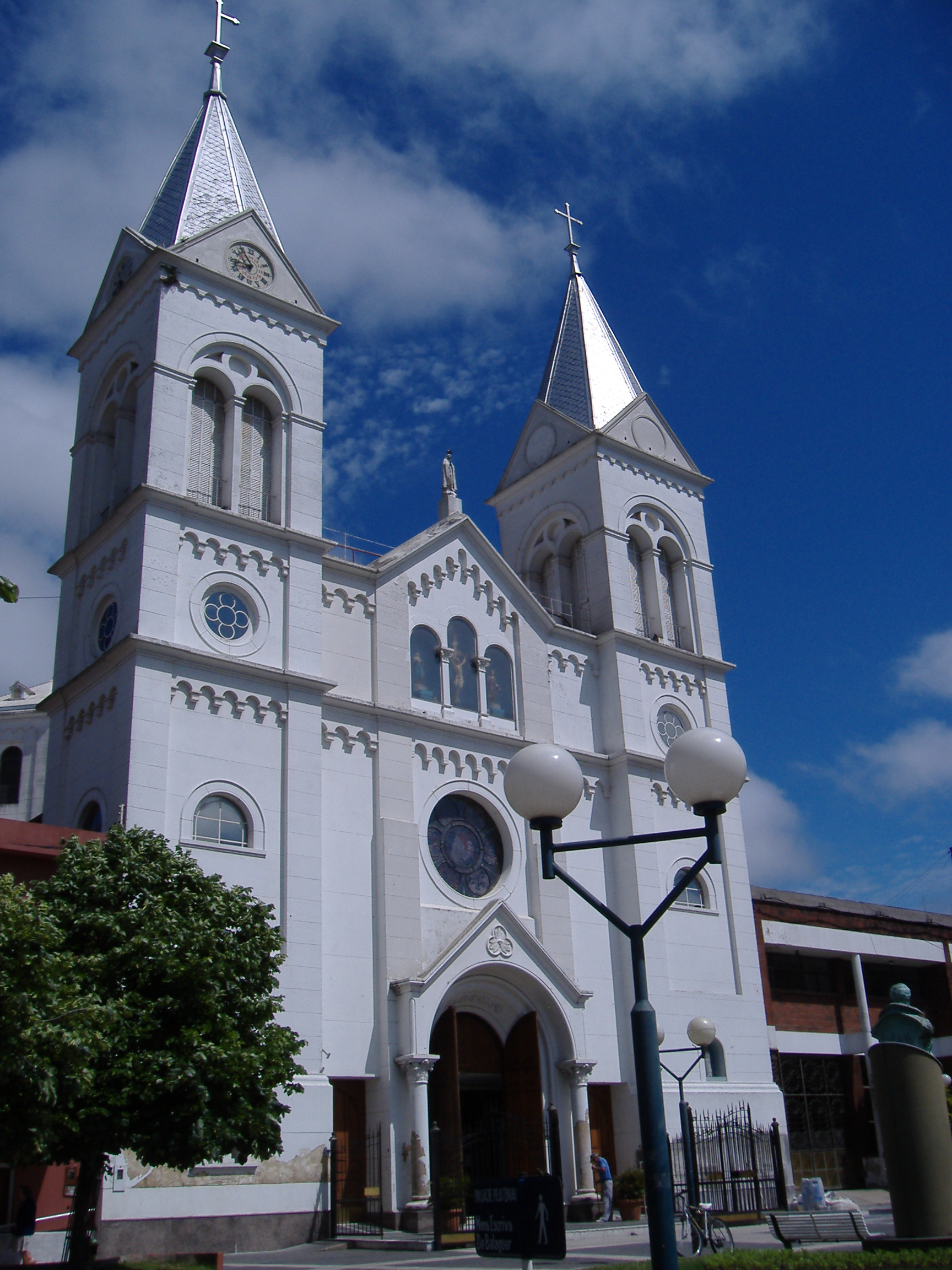
Kathedrale San Antonio de Padua in Concordia

## Bischöfe von Concordia
- Ricardo Rösch, 1961–1976
- Adolfo Gerstner, 1977–1998
- Héctor Sabatino Cardelli, 1998–2004, dann Bischof von San Nicolás de los Arroyos
- Luis Armando Collazuol, 2004–2023
- Gustavo Gabriel Zurbriggen, seit 2023